# Primulina longicalyx
Primulina longicalyx là một loài thực vật có hoa trong họ Tai voi (Gesneriaceae). Loài này có ở Quảng Tây (Trung Quốc); được J.M.Li & Yin Z.Wang mô tả khoa học đầu tiên năm 2008 dưới danh pháp Chirita longicalyx. Năm 2011, Mich.Möller & A.Weber chuyển nó sang chi Primulina.